# Шенфельд (Мекленбург-Передня Померанія)
Шенфельд (нім. Schönfeld) — громада в Німеччині, розташована в землі Мекленбург-Передня Померанія. Входить до складу району Мекленбургіше-Зенплатте. Складова частина об'єднання громад Деммін-Ланд.
Площа — 16,03 км2. Населення становить 346 ос. (станом на 31 грудня 2020).

## Галерея

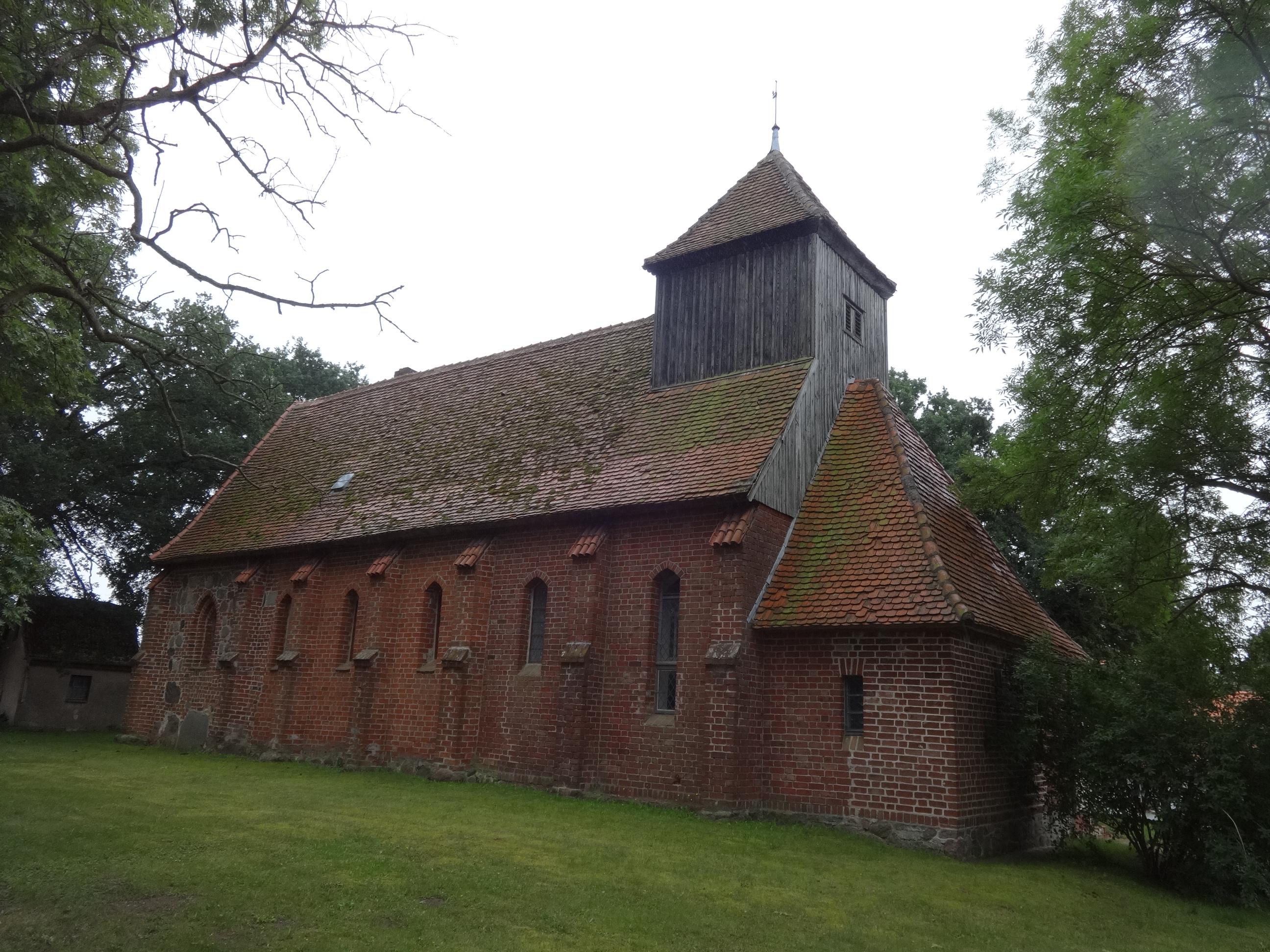